# Coimbra
Coimbra (AFI: /koˈimbra/; in portoghese /kuˈĩbɾɐ/) è un comune portoghese (concelho) di 143 396 abitanti (2011) ed è capoluogo del distretto di Coimbra, nella regione chiamata storicamente Beira Litoral, oggi regione Centro. La città è bagnata dal fiume Mondego. 
La città è famosa per la sua Università, fondata nel 1290, fra le prime in Europa.  
È il maggior centro universitario del paese e ospita, oltre agli studenti del luogo, circa 20 000 studenti fuori sede provenienti dalle altre città del Portogallo e dall'estero. L'Università fu in realtà fondata a Lisbona e poi trasferita a Coimbra nel 1537. Da allora ha avuto fra i docenti i maggiori intellettuali e artisti europei e questo le ha dato fama, facendola assurgere a centro universitario di eccellenza.

## Storia

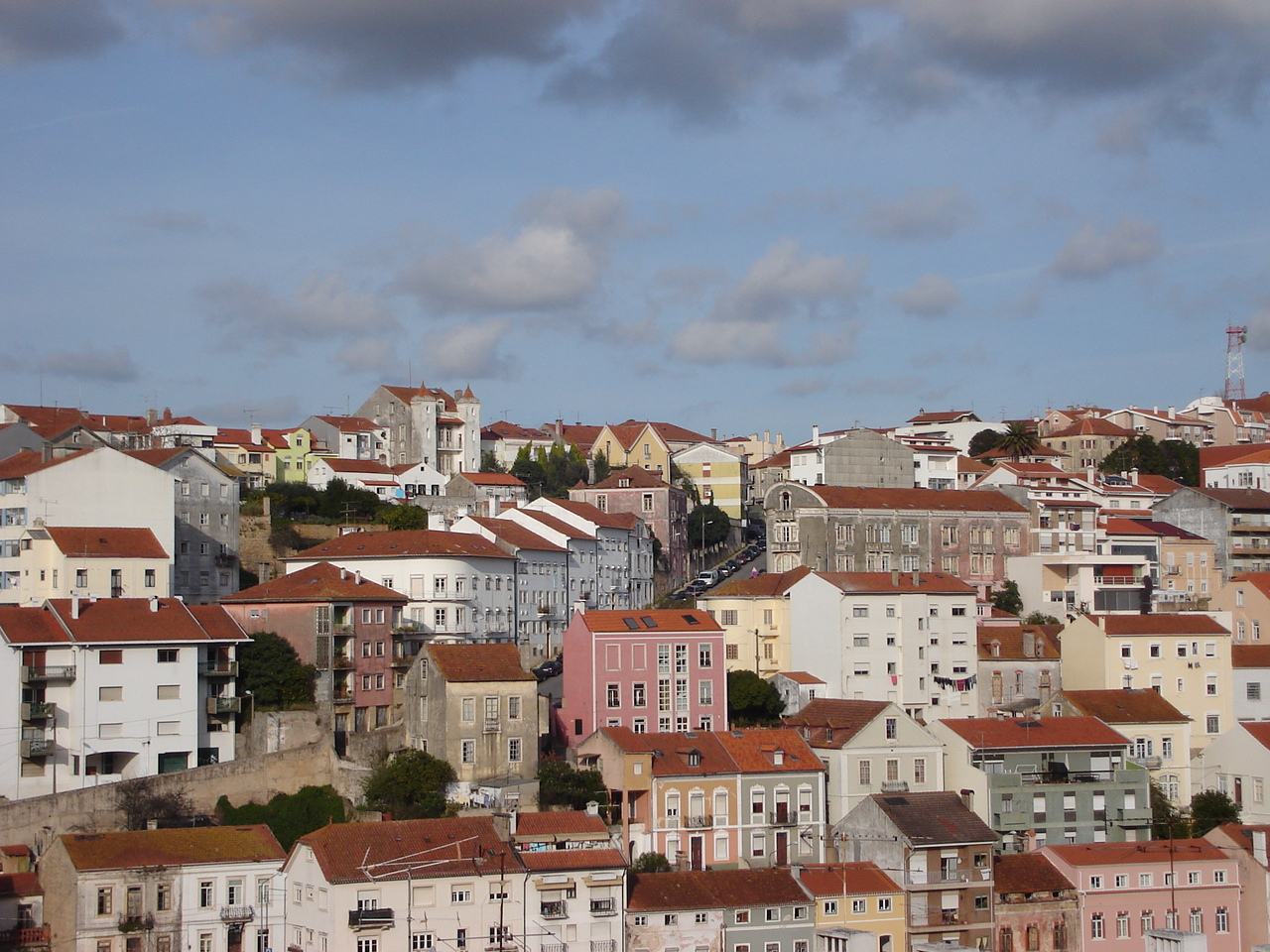
Coimbra

Città dalle strade strette e ripide, pavimentate con ciottoli, di patio, scalinate e archi medioevali, ha dato i natali a sei Re del Portogallo e alla prima dinastia portoghese.
I conquistatori romani che fondarono Coimbra le diedero il nome di Aeminium. Con il passare del tempo e aumentando di importanza divenne diocesi e superò l'antica colonia romana cambiando il nome in Coimbra.
Nel 711 i Mori invasero la penisola iberica e Coimbra fu occupata rimanendo sotto l'influenza araba fino al 1064 quando fu definitivamente riconquistata dai cristiani.
La sua posizione strategica, tra la città di Lisbona distante 200 chilometri a sud e la città di Porto a circa 100 chilometri a nord, fece di Coimbra una città mercantile che prosperò commerciando con il Sud arabo e il nord cristiano.
Tornata sotto l'influenza cristiana, Coimbra divenne la più importante città dopo Porto.
A seguito dell'importanza a cui era assurta la città, il conte Enrico e la regina Teresa v8 trasferirono la capitale del contado dalla precedente sede di Guimarães. Vi nacque nel 1109 Alfonso I del Portogallo, primo sovrano portoghese. Il trasferimento della capitale a Coimbra risulta determinante nel far nascere un nuovo spirito nazionale e, di conseguenza, lo sviluppo sociale, politico ed economico del nuovo Portogallo. Coimbra rimarrà capitale del Paese fino al 1255 quando questa sarà trasferita a Lisbona.
Nel XII secolo, la città presentava già una struttura urbana divisa fra città alta, nella quale vivevano i nobili, il clero e, più tardi, anche gli studenti, e città bassa dove si svolgeva il commercio, l'artigianato ed erano ubicati i quartieri rivieraschi, lungo le sponde del fiume Mondego.
Dalla metà del XVI secolo la storia della città cambierà radicalmente per il trasferimento dell'Università da Lisbona a Coimbra. La presenza degli studenti e degli insegnanti, spesso stranieri, creerà un grosso sviluppo della città facendo fiorire commerci ed attività collegate. Solo nel XIX secolo si avrà una espansione della città al di fuori delle mura che cominceranno a sparire a causa della riforma del Marchese di Pombal.
Nella prima metà del secolo XIX Coimbra attraversa dei momenti difficili a seguito dell'occupazione da parte delle truppe francesi e poi per la soppressione degli ordini religiosi. Nella seconda metà del 1800 la città riesce a recuperare l'antico splendore: nel 1856 viene realizzato il primo telegrafo elettrico e l'illuminazione a gas, nel 1864 la prima ferrovia e nel 1875 viene inaugurato il ponte in ferro sul fiume Mondego.

## Freguesias (Parrocchie)
| - Almalaguês - Antuzede e Vil de Matos - Assafarge e Antanhol - Brasfemes - Ceira - Cernache | - Coimbra (Sé Nova, Santa Cruz, Almedina e São Bartolomeu) - Eiras e São Paulo de Frades - Santa Clara e Castelo Viegas - Santo António dos Olivais - São João do Campo - São Martinho de Árvore e Lamarosa | - São Martinho do Bispo e Ribeira de Frades - São Silvestre - Souselas e Botão - Taveiro, Ameal e Arzila - Torres do Mondego - Trouxemil e Torre de Vilela |

## Monumenti e luoghi d'interesse

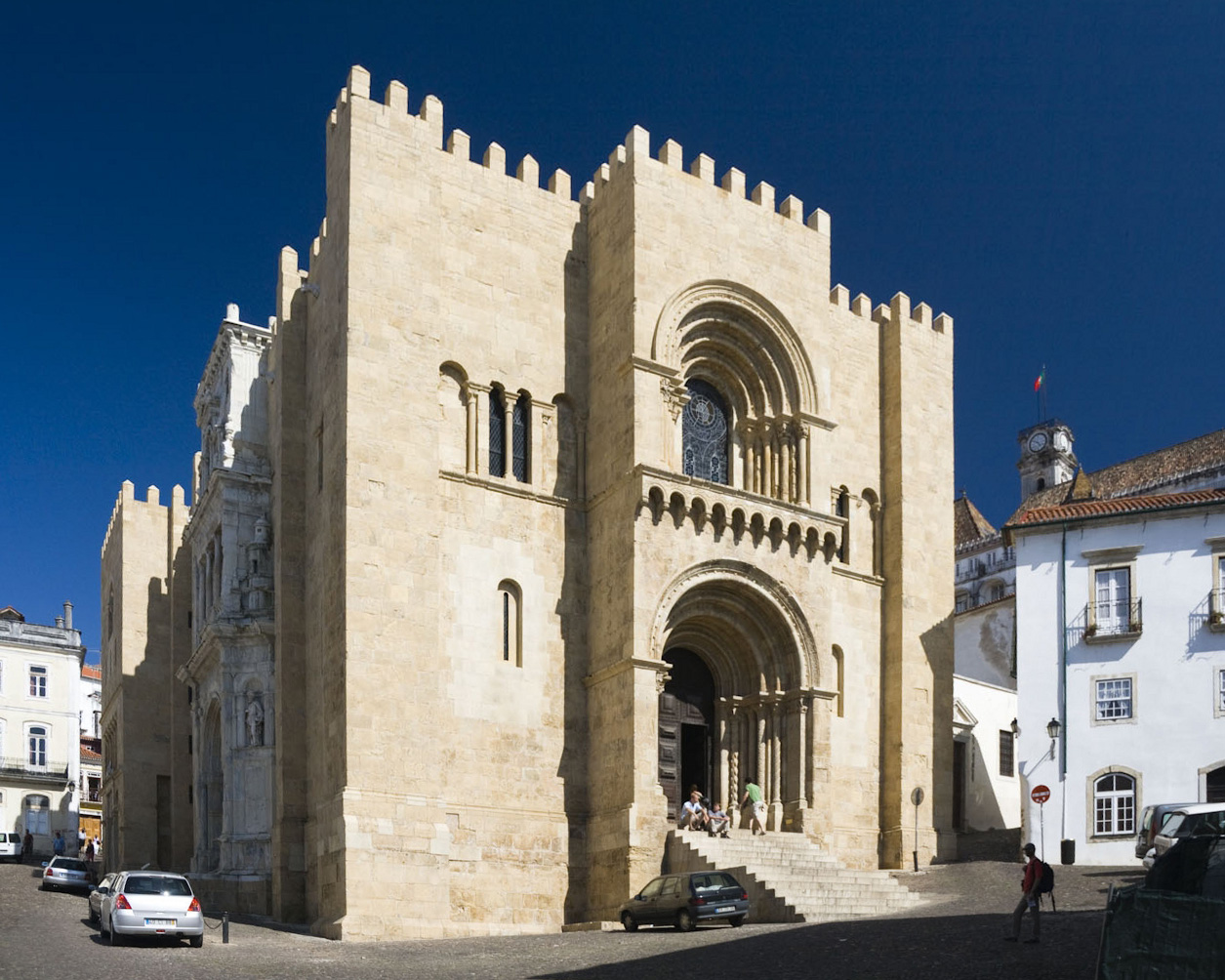
La cattedrale vecchia

- Archi del Giardino Botanico e acquedotto di San Sebastiano

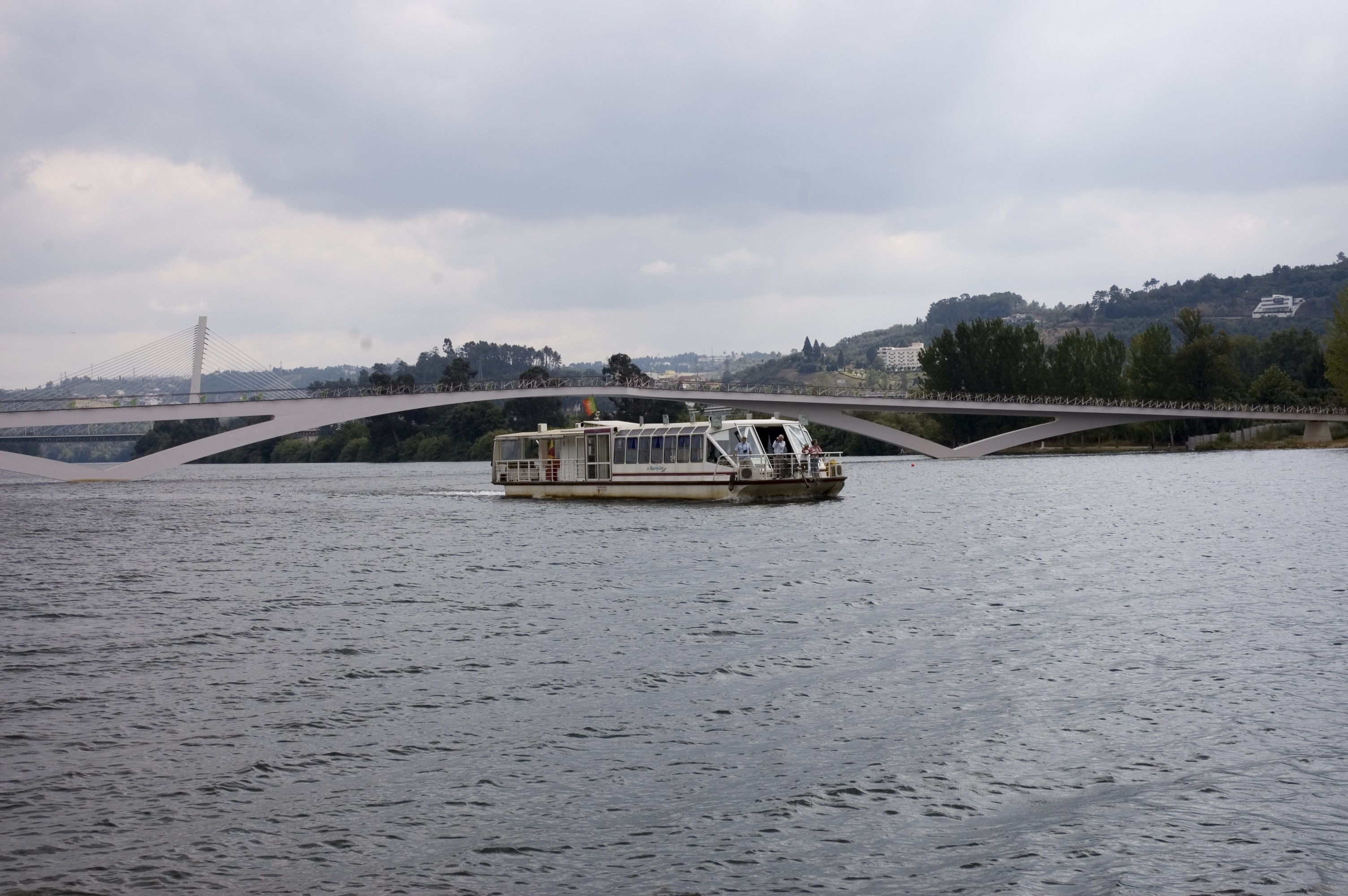
Vista del fiume Mondego

- Chiesa della Graça
- Chiesa di Santiago
- Chiesa di San Bartolomeo
- Giardino della Manga
- Monastero di Celas
- Monastero di Santa Clara-a-Velha
- Monastero di Santa Clara-a-Nova
- Monastero di Santa Cruz
- Cattedrale Vecchia
- Cattedrale Nuova
- Torre di Anto
- Università di Coimbra
- Biblioteca Joanina
- Parque del Mondego
- Parco di Santa Croce
- Museo Machado de Castro

## Clima
| Coimbra             | Mesi | Mesi | Mesi | Mesi | Mesi | Mesi | Mesi | Mesi | Mesi | Mesi | Mesi | Mesi | Stagioni | Stagioni | Stagioni | Stagioni | Anno |
| Coimbra             | Gen  | Feb  | Mar  | Apr  | Mag  | Giu  | Lug  | Ago  | Set  | Ott  | Nov  | Dic  | Inv      | Pri      | Est      | Aut      | Anno |
| ------------------- | ---- | ---- | ---- | ---- | ---- | ---- | ---- | ---- | ---- | ---- | ---- | ---- | -------- | -------- | -------- | -------- | ---- |
| T. max. media (°C)  | 14,3 | 15,6 | 18,0 | 20,1 | 21,8 | 25,8 | 28,0 | 28,9 | 26,8 | 22,7 | 17,4 | 14,5 | 14,8     | 20,0     | 27,6     | 22,3     | 21,2 |
| T. min. media (°C)  | 6,1  | 6,7  | 9,0  | 10,2 | 11,9 | 14,5 | 15,6 | 15,8 | 15,0 | 12,6 | 9,3  | 6,8  | 6,5      | 10,4     | 15,3     | 12,3     | 11,1 |
| Precipitazioni (mm) | 129  | 124  | 76   | 82   | 70   | 41   | 10   | 11   | 45   | 96   | 122  | 116  | 369      | 228      | 62       | 263      | 922  |

## LeRepúblicas
Passeggiando per Coimbra, soprattutto nella parte più antica, è possibile incontrare dei palazzi molto particolari, con oggetti appesi alle pareti, graffiti sui muri e stendardi alle finestre. Queste sono le repúblicas. La loro origine risale al XIV secolo, quando Dionigi del Portogallo, con diploma regio del 1309, promosse la costruzione di case destinate agli studenti, con affitti accessibili. Da allora in queste case di studenti vige l'ideale di comunità e di uno stile di vita differente. Le Repúblicas sono gestite dagli studenti che le abitano, i quali democraticamente si riuniscono e decidono su varie questioni: dalla gestione della propria República all'organizzazione di eventi per la città. Durante la dittatura le Repúblicas ebbero un ruolo di "zona franca" per i contestatori e i rivoluzionari: in esse la polizia non poteva entrare e la loro porta era sempre aperta per chi volesse rifugiarsi.
Spazi incantevoli, in completa opposizione al mondo reale. Patrimonio simbolico che rappresenta l'eredità del ruolo che le Repúblicas ebbero nelle trasformazioni politiche e sociali del Portogallo. Luogo di una sub-cultura giovanile, dove regnavano (e tuttora sussistono) lo scherzo, la parodia, l'opposizione, il fracasso e l'allegria. Da sempre forti di una certa "libertà di movimento" che permette agli abitanti una convivenza unica e irripetibile, che segnò la vita di molte generazioni.

## Porta e torre di Almedina
Come il nome indica, la porta era l'ingresso principale di Coimbra. Situata nella parte bassa della città, nella cerchia muraria, era l'ingresso più importante sia dal punto di vista militare che da quello civile. La porta aveva caratteristiche di fortificazione per la difesa da attacchi esterni e ad essa venne aggiunta una torre per aumentarne la sicurezza.

## Infrastrutture e trasporti
L'azienda Serviços Municipalizados de Transportes Urbanos de Coimbra gestisce il trasporto pubblico in città.

## Dintorni
- Conimbriga
- Buçaco, esteso parco forestale di 105 ha. a 545 m di altitudine fra le colline a nord di Coimbra. Era la proprietà di un antico convento carmelitano, perciò è chiuso da un muro di cinta ma è accessibile liberamente e una strada proveniente da Coimbra lo attraversa fino al "Palace Hotel", albergo di lusso in un palazzo di stile neo manuelino ispirato alla torre di Belém di Lisbona, opera dell'architetto e scenografo italiano Luigi Manini attivo in Portogallo nella seconda metà dell'Ottocento. È riccamente decorato all'esterno; un'alta torre terminante a guglia ha in alto la "sfera armillare" simbolo del re dom Manuel I e sovrasta la costruzione.  Il territorio di Buçaco fu concesso dall'arcivescovo di Coimbra ai monaci Carmelitani che iniziarono la costruzione del monastero nel 1628 e nel 1629 era già terminata, sicché vi si poté insediare la prima piccola comunità monastica, che provvide a piantare alberi di specie esotiche provenienti dall'Africa e dall'America come il cosiddetto "cedro di Buçaco" proveniente dal Messico. La conservazione e il miglioramento del parco fu la principale occupazione dei carmelitani che riuscirono ad ottenere nel 1643 dal papa Urbano VIII una bolla con la quale si stabilivano le pene per chi avesse tagliato degli alberi o danneggiato il parco. I carmelitani costruirono nel verde in posizione isolata undici cappelle riservate alla meditazione e alla preghiera. L'altro versante della collina fu teatro nel 1810 una sanguinosa battaglia che vide sconfitte le truppe napoleoniche al comando del generale Andrea Massena (1754-1817) dagli anglo-portoghesi del duca di Wellington (1769-1852). Un monumento e un museo militare ricordano l'avvenimento nei pressi del parco, che venne confiscato dallo Stato nel 1834, il convento divenne prima sede di una scuola forestale poi il compito di tutela del parco passò all'amministrazione regia che decise di costruire una residenza estiva (completata nel 1899) per la famiglia reale, che la utilizzò poco e l'edificio diventò un albergo.

## Sport
- Calcio: Clube de Futebol União de Coimbra
- Calcio: Associação Académica de Coimbra - Organismo Autónomo de Futebol

## Amministrazione

### Gemellaggi
- Aix-en-Provence
- Beira
- Cambridge
- Curitiba
- Dili (Timor Est)
- Fès
- Halle
- Ilhas
- Jaroslavl'
- Mindelo
- Padova
- Poitiers
- Salamanca
- Santa Clara
- Santiago di Compostela
- Santos
- San Paolo
- Saragozza, dal 2005[5]
- Narni